# Groslay
Groslay egy község Franciaországban. Lakosainak száma 8378 fő (2022. január 1.).

## Földrajza
Groslay Saint-Brice-sous-Forêt, Montmagny, Deuil-la-Barre, Montmorency és Sarcelles községekkel határos.